# 奥诺雷·米雷尔
奥诺雷·米雷尔（法語：Honoré Muraire，法語發音：[ɔnɔʁe myʁɛʁ]，1750年11月5日—1837年11月20日）是法国大革命时期的政治家。在旧制度时期，其头衔为法瓦领主（seigneur de Favas），后来在法兰西帝国时期其头衔为帝国伯爵。